# Besztercebánya–Vereskő-vasútvonal
A Besztercebánya-Vereskő vasútvonal (szlovákiai számozás szerint 172-es vasútvonal) egy egyvágányú, villamosítatlan szlovákiai vasútvonal, amely Királyhegyalja és Besztercebánya településeket köti össze. A Besztercebánya és Kassa közötti hegyi összekötő vasútvonal része, a 173-as vasútvonal folytatása.

## Története
A vasútvonal tervei a közép-szlovákiai összekötő vasútvonal létrehozásával együtt készültek el. A cél az volt, hogy a Kassa-Oderbergi Vasút vonalát (mely ekkoriban még egyvágányú volt, és emiatt túlterhelt) összekössék Zölyommal, a Gölnic völgyén keresztül.
A vonal három részletben épült megː 1884. július 26-án adták át az első szakaszt besztercebánya és a zólyombrézói vasmű között. 1895. december 15-én nyitották meg a második szakaszt Breznóbányáig, majd 1903. november 28-án Vereskőig. A vonal innen nem folytatódott tovább, hanem 1936-ban keleti irányból érte el a Margitfalva-Vereskő vonal.
A vonal meglehetősen leromlott állapotú, bizonyos szakaszain sebességkorlátozás van érvényben. Napi 4 pár gyorsvonat halad rajta végig Margitfalva-Besztercebánya viszonylatban, emellett személyvonatok közlekednek a vonal teljes hosszán, illetve betétjáratok Breznóbányától Besztercebányáig. 

## Fordítás
Ez a szócikk részben vagy egészben  a(z)   Železničná trať Banská Bystrica – Červená Skala című szlovák Wikipédia-szócikk ezen változatának fordításán alapul.  Az eredeti cikk szerkesztőit annak laptörténete sorolja fel. Ez a jelzés csupán a megfogalmazás eredetét és a szerzői jogokat jelzi, nem szolgál a cikkben szereplő információk forrásmegjelöléseként.